# Oats Studios
Oats Studios este un studio de filme creat de Neill Blomkamp, care a regizat filmele District 9 (2009), Elysium (2013) și CHAPPiE (2015). Studioul a fost creat cu intenția de a distribui filme de scurt metraj prin intermediul YouTube și Steam, pentru a stabili pe baza interesului comunității care dintre ele sunt viabile pentru a fi extinse în filme de lung metraj.

## Scurtmetraje
| Nume                          | Rezumat | Lansare           |
| ----------------------------- | ------- | ----------------- |
| Rakka                         |         | 14 iunie 2017     |
| Cooking With Bill: Damasu 950 |         | 20 iunie 2017     |
| Firebase                      |         | 28 iunie 2017     |
| God: Serengeti                |         | 6 iulie 2017      |
| Cooking With Bill: Sushi      |         | 7 iulie 2017      |
| Cooking With Bill: PrestoVeg  |         | 7 iulie 2017      |
| Cooking With Bill: Smoothie   |         | 7 iulie 2017      |
| Zygote                        |         | 12 iulie 2017     |
| Kapture: Fluke                |         | 3 august 2017     |
| ADAM: The Mirror              |         | 3 octombrie 2017  |
| Praetoria                     |         | 3 noiembrie 2017  |
| LIMA trailer                  |         | 14 noiembrie 2017 |
| Gdansk                        |         | 21 noiembrie 2017 |